# 尼科雷·佩切夫
尼科雷·佩切夫（1992年5月22日—）是一位保加利亞排球運動員。他現在效力於波蘭排球聯賽Asseco Resovia Rzeszów。他也代表保加利亞國家男子排球隊參賽，參加了2012年倫敦奧運會。